# Mozăcenii-Vale, Argeș
Mozăcenii-Vale este un sat în comuna Bârla din județul Argeș, Muntenia, România.